# 제발 그 남자 만나지 마요
《제발 그 남자 만나지 마요》는 2020년 11월 10일부터 2021년 1월 12일까지 대한민국 MBC every1 채널에서 방영된 텔레비전 드라마이다.

## 기획의도
사랑은 하고 싶지만 오답은 피하고 싶은 주인공이 '조상신'이라는 AI 냉장고를 만들어 내며 펼쳐지는 로맨틱 코미디 드라마

## 등장 인물

### 주요 인물
- 송하윤 - 서지성 역
- 이준영 - 정국희 역
- 공민정 - 탁기현 역
- 윤보미 - 문예슬 역

### 치과의사 친구들
- 주우재 - 한유진 역
- 이시훈 - 방정한 역

### 고래 소방서
- 김경일 - 감오중 역

### 기현의 남편
- 김태겸 - 김상식 역

### 펠리컨 전자
- 정민성 - 오병길 역
- 김기리 - 제갈수원 역
- 남민우 - 옥동진 역
- 김현명 - 조용환 역
- 박한솔 - 변하리 역
- 강말금 - 황가을 역

### 그 외 인물
- 정인기
- 황영희 - 이은화 역
- 신지연 - 간호사 역
- 최백구 - 김진수 역
- 이정형
- 김재인
- 윤돈선 - 황기찬 역

### 목소리 출연
- 김명준
- 김수지

### 특별출연
- 홍윤화 : 사진작가
- 노사연 : 한유진의 어머니 역
- 이무송 : 한유진의 아버지 역

## 시청률
최저 시청률과 최고 시청률은 시청률 조사회사와 지역별로 시청률에 차이가 있을 수 있습니다.
| 2020년      | 2020년                | 2020년            | 2020년        | 2020년        |      |
| 회차        | 방송일                | AGB 시청률        | AGB 시청률    | AGB 시청률    |      |
| 회차        | 방송일                | MBC every1 본방송 | MBC TV 재방송 | MBC TV 재방송 |      |
| ----------- | --------------------- | ----------------- | ------------- | ------------- | ---- |
| 제1회       | 11월 10일 / 11월 16일 | 0.203%            | 1부           | 1.1%          |      |
| 제1회       | 11월 10일 / 11월 16일 | 0.203%            | 2부           | 1.4%          |      |
| 제2회       | 11월 17일 / 11월 23일 | 0.301%            | 1부           | 1.4%          |      |
| 제2회       | 11월 17일 / 11월 23일 | 0.301%            | 2부           | 2.1%          |      |
| 제3회       | 11월 24일 / 11월 30일 | 0.209%            | 1부           | 1.1%          |      |
| 제3회       | 11월 24일 / 11월 30일 | 0.209%            | 2부           | 1.4%          |      |
| 제4회       | 12월 1일 / 12월 7일   | 0.444%            | 1부           | 0.6%          |      |
| 제4회       | 12월 1일 / 12월 7일   | 0.444%            | 2부           | 1.3%          |      |
| 제5회       | 12월 8일 / 12월 14일  | 0.566%            | 1부           | 0.8%          |      |
| 제5회       | 12월 8일 / 12월 14일  | 0.566%            | 2부           | 1.1%          |      |
| 제6회       | 12월 15일 / 12월 21일 | 0.303%            | 1부           | 0.5%          |      |
| 제6회       | 12월 15일 / 12월 21일 | 0.303%            | 2부           | 1.1%          |      |
| 제7회       | 12월 22일 / 12월 28일 | 0.379%            | 1부           | 0.5%          |      |
| 제7회       | 12월 22일 / 12월 28일 | 0.379%            | 2부           | 1.1%          |      |
| 제8회       | 12월 29일 / 1월 4일   | 0.2%              | 1부           | 0.8%          |      |
| 제8회       | 12월 29일 / 1월 4일   | 0.2%              | 2부           | 0.8%          |      |
| 제9회       | 1월 5일 / 1월 11일    | 0.222%            | 1부           | 1.0%          |      |
| 제9회       | 1월 5일 / 1월 11일    | 0.222%            | 2부           | 0.7%          |      |
| 제10회      | 1월 12일 / 1월 18일   | 0.2%              | 1부           | 1.1%          |      |
| 제10회      | 1월 12일 / 1월 18일   | 0.2%              | 2부           | 1.0%          |      |
| 평균 시청률 | 평균 시청률           | 0.3%              |               | 1.0%          | 1.0% |

## 결방 사유
- 2020년 11월 23일 : MBC 스포츠 2020년 KBO 리그 한국시리즈 5차전 두산 베어스 VS NC 다이노스 중계방송으로 인한 편성 변경. (2회)